# Robert L.M. Vleugels
Robert Louis Marie ("Bob") Vleugels (Berchem, 14 juli 1925 - Antwerpen, 3 november 1998) was van 1964 tot 1985 directeur-generaal van de haven van Antwerpen en verantwoordelijk voor de ontwikkeling van de haven tot een van Europa’s grootste containerhavens.

## Levensloop
In 1946 kwam Robert Vleugels uit de Sint-Ignatiushogeschool als licenciaat in de handels- en maritieme wetenscheppen cum laude. Hij werd in 1948 aangesteld als handelsconsulent van de Algemene Directie van het Havenbedrijf van Antwerpen. In 1952 werd hij adjunct-adviseur bij de algemene en economische directie van het havenbedrijf. Vanaf 1958 doceerde hij scheepsexploitatie aan de Universitaire Faculteiten Sint-Ignatius Antwerpen (UFSIA). In 1959 werd hij adviseur en in 1961 hoofdadviseur, vervolgens adjunct-directeur-generaal. In 1964 volgde hij Oscar Leemans op als directeur-generaal van het Antwerpse Havenbedrijf. In 1975 werd hij lid van de Hoge Raad van UFSIA. Hij werd Europa's langst dienende havendirecteur en werd na zijn vroeg pensioen in 1985 door zijn adjunct Fernand Suykens opgevolgd. Vleugels bleef nog wel docent aan UFSIA tot in 1990 (cursus Zeerecht en Vervoer ter Zee). Hij stierf thuis in 1998.

## Verwezenlijkingen
Internationaal kreeg Vleugels vooral erkenning als enthousiast vertegenwoordiger van de Antwerpse haven. Hij reisde de wereld rond als promotor van de Antwerpse haven, soms als begeleider van handelsmissies. In die hoedanigheid bezocht hij vrijwel elke grote haven. Hij adviseerde de overheid bij de havenuitbreidingen.
Lloyds Ports Bulletin 1985 berichtte dat Vleugels na de zware na-oorlogse periode aan het roer stond van een haven in volle expansie en dat hij er mee zou voor gezorgd hebben dat Antwerpen de nieuwe trend van containerisatie gevolgd heeft. Door een reis naar New York in 1957 had Vleugels voorbeelden gezien van het gebruik en vervoer van containers. Er waren inderdaad plannen voor een nieuw havendok voor industrie- en stukgoedfaciliteiten. Op zijn terugreis naar Antwerpen was hij ervan overtuigd dat de haven moest moderniseren en snel moest handelen, anders zou men de concurrenten niet kunnen bijbenen. Hij deed voorstellen die inhielden dat alle eerdere plannen voor het nieuwe dok moesten worden geschrapt en er werd begonnen aan een veel grotere containerligplaats die eerst bekend was als 7de Havendok, later als Churchilldok. Het werd ingehuldigd door koningin Elizabeth II. In 1967 kwamen de eerste containerschepen aan. Vleugels suggereerde later ook om van twee kleine geplande dokken één groot diepwaterdok te bouwen, wat resulteerde in het Delwaidedok.
Vleugels stond mee aan de wieg van de opbouw van de Europese haveninformatica. Hij was voorzitter van EHVA (Europese Vereniging voor Haveninformatica) opgericht in Antwerpen in 1979 door vertegenwoordigers van havens van de toenmalige Europese Gemeenschap. De doelstelling EHVA was om voor rekening van de Europese Commissie een uitgebreid pilootproject te begeleiden dat het verzamelen, verwerken en automatisch doorsturen van scheepvaart-gebonden data binnen alle betrokken havens zou omvatten, teneinde een grotere efficiëntie en veiligheid inzake maritiem vervoer en beheer van de goederenstroom te garanderen, inclusief gegevens over het vervoer van gevaarlijke goederen. De activiteiten werden later op Europees niveau voortgezet door ESPO (European Sea Ports Organisation).
In de hoedanigheid van vertegenwoordiger van de haven werd hij lid en vervolgens de 10de president (1973-1975) van de IAPH (International Association of Ports and Harbors) als opvolger van A. Lyle King (Director of Marine Terminals / Port Authority of New York & New Jersey).
Hij was tevens ondervoorzitter van WTC Antwerp.

## Erkenning
Buiten zijn ere-burgerschappen van onder meer New Orleans, Duluth, Cleveland, Baltimore, Galveston, ontving Vleugels titels waaronder commandeur en officier in de Kroonorde, commandeur in de Orde van Leopold II, officier de l'Ordre National de Mérite de France, ridder in de Kungliga Nordstärneorden Sverige, cavalliere off. al Merito delle Rep. Italiana, Verdienstkreuz 1e Klasse der BRD, ridder 1e Klasse Danske Dannebrogorden.

## Nalatenschap
Het persoonlijk archief van Vleugels werd overgedragen aan het Felixarchief, het archief van de stad Antwerpen, en is grotendeels gedigitaliseerd online beschikbaar.